# Håbo pastorat
Håbo pastorat är ett pastorat inom Svenska kyrkan i Upplands södra kontrakt i Uppsala stift. Pastoratet omfattar församlingarna i Håbo kommun.

## Administrativ historik
Pastoratet bildades 1962 under namnet Övergrans pastorat som 1977 namnändrades till det nuvarande namnet. 2010 sammanslogs Yttergrans församling och Kalmar församling och bildade Kalmar-Yttergrans församling
Pastoratskod är 010805

## Ingående församlingar
- Övergrans församling
- Kalmar-Yttergrans församling
- Häggeby församling
- Skoklosters församling